# Пачули
Пачу́ли, или Инди́йские пачу́ли (лат. Pogóstemon cáblin) — вид кустарниковых тропических растений из рода Погостемон (Pogostemon) семейства Яснотковые.

## Синоним
Синоним: Pogostemon patchouly — Погостемон пачули. Иногда под словом пачули также имеют в виду яванские пачули — Pogostemon hegneanus.

## Описание
Многолетний травянистый полукустарник. Средние высота и диаметр куста — 70—100 см, в культуре может быть крупнее. Корни разветвлённые, мочковатые. Стебель жёсткий, волосистый.
Листья супротивные, широкояйцевидные, сильно зубчатые или перистые, с приятным сильным запахом.
Цветки белые или бледно-сиреневые, с пурпурными крапинками, собраны в кисти, в мутовках по 10—15 штук. Диаметр венчика 8,5—10 мм.
Плоды — орешки.

## Область распространения
Родина пачулей — Филиппинские острова. Выращивают в тропическом поясе на островах Ява, Суматра, Реюньон, Сингапур, Сейшельских и Филиппинских.

### Культивирование растений
Растения рода погостемон широко культивируют в тропических странах (Шри-Ланка, Ява) для получения эфирного масла. Для хорошего роста необходима температура выше 20 °C, прямое солнечное освещение и высокая влажность почвы, при отрицательной температуре вымерзает, поэтому попытки культивирования в СССР (Абхазия) большого успеха не имели. Используется как декоративное растение.

## Применение
Под названием «пачули» растение широко используется в парфюмерной промышленности благодаря высокому содержанию летучих ароматных веществ, выделяемых в виде эфирного масла (Масло пачули).
Пачулевое эфирное масло извлекают путём паровой дистилляции свежего или слегка подвяленного сырья (молодые листья). Основные компоненты масла — пачулол (пачулевый спирт) и различные сесквитерпены.
Эфирное масло пачулей обладает бактерицидными свойствами и широко используется в парфюмерии (нижняя — средняя нота), а также в ароматерапии (успокаивающее и антимикробное средство). Листья пачули используют для приготовления травяного чая. В некоторых культурах листья едят как овощ или используют как приправу. Часто используется как ароматическая добавка в свечной воск, курительные смеси, аромапалочки и другие виды восточных благовоний.

## Ботаническая классификация

### Синонимы
По данным The Plant List на 2013 год, в синонимику вида входят:
- Mentha auricularia Blanco
- Mentha cablin Blanco
- Pogostemon battakianus Ridl.
- Pogostemon comosus Miq.
- Pogostemon javanicus Backer ex Adelb.
- Pogostemon mollis Hassk.
- Pogostemon patchouly Pellet.
- Pogostemon tomentosus Hassk.